# Steder opkaldt efter svenske kongelige
En mængde steder har fået navn efter svenske konger og dronninger, prinser og prinsesser, ofte som hyldest til bygherren eller en slægtning. En del steder, der kunne forekomme at være opkaldt efter kongelige, er egentlig opkaldt efter helgener eller andre, og navnesammenfaldet kan således være mere eller mindre tilfældigt.

## Steder opkaldt efter svenske kongelige
| Stednavn     | Koordinater                                                 | Opkaldt efter                         | Navngivet (år) | Note |
| ------------ | ----------------------------------------------------------- | ------------------------------------- | -------------- | ---- |
| Dorotea      | 64°15′N 16°24′Ø / 64.250°N 16.400°Ø                         | Dronning Fredrika Dorothea Vilhelmina | ?              |      |
| Filipstad    | 59°43′N 14°10′Ø / 59.717°N 14.167°Ø                         | Karl Filip                            | ?              |      |
| Mariestad    | 58°42′N 13°49′Ø / 58.700°N 13.817°Ø                         | Prinsesse Marie                       | 1583           |      |
| Oskarshamn   | 57°16′N 16°26′Ø / 57.267°N 16.433°Ø                         | Oscar I                               | 1856           |      |
| Oscarsborg   | 59°40′25.788″N 10°36′26.896″Ø / 59.67383000°N 10.60747111°Ø | Oscar I                               | 1855           |      |
| Oscarshall   | 59°54′36.53″N 10°41′32.04″Ø / 59.9101472°N 10.6922333°Ø     | Oscar I                               | 1847-52        |      |
| Karlskrona   | 56°9′39″N 15°35′10″Ø / 56.16083°N 15.58611°Ø                | Karl XI                               | 1680           |      |
| Karlshamn    | 56°10′N 14°51′Ø / 56.167°N 14.850°Ø                         | Karl X Gustav                         | 1666           |      |
| Karlstad     | 56°23′N 13°32′Ø / 56.383°N 13.533°Ø                         | Karl IX                               | 1584           |      |
| Kristinehamn | 59°18′N 14°6′Ø / 59.300°N 14.100°Ø                          | Dronning Kristina                     | 1642           |      |
| Ulricehamn   | 57°47′N 13°24′Ø / 57.783°N 13.400°Ø                         | Dronning Ulrika                       | ?              |      |
| Vilhelmina   | 64°37′N 16°39′Ø / 64.617°N 16.650°Ø                         | Dronning Fredrika Dorothea Vilhelmina | 1799           |      |

## Steder i Sverige, der ikke er opkaldt efter svenske kongelige
| Stednavn    | Koordinater | Opkaldt efter                 | Navngivet (år)      | Note |
| ----------- | ----------- | ----------------------------- | ------------------- | ---- |
| Oskarström  |             | Savværksejeren Oscar Björkman | 1850 (nævnt i avis) |      |
| Katrineholm |             | Catharina Gyllenhorn          | 1600-tallet         |      |

## Steder i Sverige, der er opkaldt efter danske kongelige
| Stednavn     | Koordinater | Opkaldt efter | Navngivet (år) | Note |
| ------------ | ----------- | ------------- | -------------- | ---- |
| Kristianopel |             | Christian 4.  | 1599           |      |
| Kristianstad |             | Christian 4.  | 1614           |      |